# Heavenly in-laws
Heavenly in-laws of 我外母唔係人 is een twintigdelige Hongkongse TVB-serie uit 2007. Nancy Sit, Joey Leung, Linda Chung en Yuen Wah spelen een hoofdrol. De serie gaat over twee vrouwen die magische krachten zijn, want zij zijn godinnen. De twee vrouwen zijn moeder en dochter van elkaar. Het verhaal gaat vaak over Chinese goden.

## Rolverdeling
- Nancy Sit
- Joey Leung
- Linda Chung Ka-Yan
- Yuen Wah
- Winnie Yeung
- Lee Kwok Lun
- Joel Chan Shan-Chung
- Rain Lau
- Wong Zhou Lam
- Chun Wong
- Mary Hon